# Un disco per l'estate 1986
Nel 1986 nella manifestazione Saint Vincent Estate fu ripristinata la competizione solo per la categoria "Giovani", destinando ai "Big" il ruolo di ospiti fuori gara.
Fu la prima edizione che si aprì senza il patron Gianni Ravera, morto pochi giorni prima, e la direzione della macchina organizzativa venne assunta dall'ex discografico Aldo Patriarca, per molti anni braccio destro di Ravera.
Le due serate iniziali furono condotte da Eleonora Brigliadori, mentre quella finale, trasmessa da Raiuno in eurovisione, venne presentata da Pippo Baudo.
Nonostante il forte impegno organizzativo e la cospicua partecipazione di affermati interpreti italiani e stranieri, la formula della manifestazione non riuscì ad ottenere il successo sperato, invertendo l'andamento negativo già assunto negli anni precedenti.
Le sigle d'apertura e chiusura furono rispettivamente le canzoni Kangarù ed Accendimi il cuore, entrambe interpretate da Lorella Cuccarini, che per Kangarù realizzò anche un'apposita coreografia.

## Elenco parziale dei partecipanti

### I giovani in gara
- 1. Lena Biolcati: Io donna anch'io (130 punti)
- 2. Eugenio Bennato: Sole sole (105 punti)
- 3. Garbo: Il fiume (95 punti)
- 4. Stefano Sani: Delicatamente due (50 punti)
- 5. Kim & The Cadillacs: 1986 (40 punti)
- 6. Flavia Fortunato: Nuovo amore mio (35 punti)
- 7. Andrea Mingardi: Ti troverò (30 punti)
- 8. Gaznevada: Sex sister (15 punti)

### Gli ospiti italiani
- Marcella: La verità e Strana idea strana follia
- Renato Zero: Donna, donna, donna Fantasmi  e Infiniti treni
- Nada: Stanotte
- Eros Ramazzotti: Con gli occhi di un bambino e Un cuore con le ali
- Fiorella Mannoia: Sorvolando Eilat e Nell'etereo mondo dei fiordalisi
- Toto Cutugno: Buonanotte e Anna
- Anna Oxa: L'ultima città e Aspettando Quazim
- Mango La rosa dell’inverno e Odissea
- Fred Bongusto Guancia a guancia e Costa Azzurra
- Ivan Graziani Ed è felicità e Sola
- Fabio Concato Prendi la luna
- Red Canzian D’Artagnan e Una stagione di un giorno
- Alberto Fortis Love is alive ed Io parlero' di noi
- Gianni Morandi Troppo bella (unico che non ha cantato in playback) e Uno su mille

### Gli ospiti stranieri
- Amii Stewart Love ain’t no toy
- Pet Shop Boys Opportunitiesv
- Hipsway The honeythief
- Cock Robin The promise you made
- Miguel Bosé Heaven
- G.T.R.[1]